# Granit Xhaka
Granit Xhaka (pronúncia albanesa: Djaka; Basileia, 27 de setembro de 1992) é um futebolista suíço de origem albanesa-kosovar, que atua como meio-campista. Atualmente, joga pelo Sunderland.

## Carreira

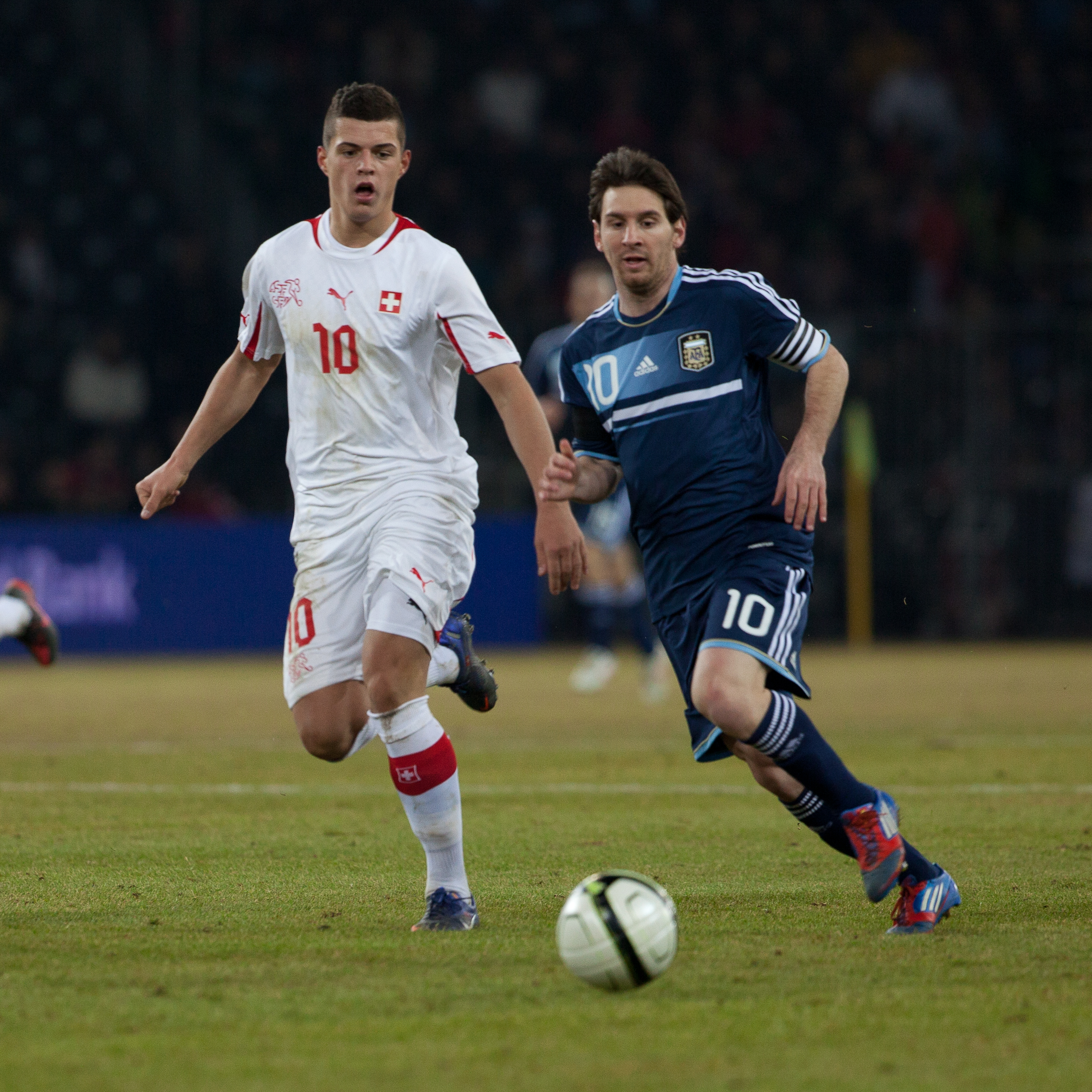
Xhaka (à esquerda) marca Lionel Messi em amistoso entre Suíça e Argentina, em fevereiro de 2012.

### Basel
Revelado pelo Concordia, pequeno clube da Basileia, Xhaka foi para o FC Basel em 2002, aos nove anos de idade, juntamente com seu irmão mais velho, Taulant, que também havia passado na base dos dois clubes. Após oito anos nas categorias de base dos "RotBlau", foi promovido ao elenco principal em 2010, com apenas 17 anos.
Suas atuações fizeram com que o então técnico do Basel, Thorsten Fink, se rendesse ao talento do jovem atleta: "Xherdan Shaqiri é o jogador mais talentoso da Suíça... depois de Xhaka". Já o técnico da Seleção Suíça, pela qual Xhaka fez sua estreia em 2011, o considerasse como o "novo Schweinsteiger".

### Borussia Mönchengladbach
Em maio de 2012, Xhaka foi anunciado como novo reforço do Borussia Mönchengladbach, cujo valor não foi mencionado pelo clube. Estima-se que a contratação do meia custou 8,5 milhões de euros.

### Arsenal
No dia 21 de maio de 2016, Xhaka foi confirmado como novo jogador do Arsenal. Estima-se que os valores alcançaram a quantia de 30 milhões de libras.
Na sua última temporada pelos Gunner's, ele fez nove gols e sete assistências em 47 jogos. Além de ser vice-campeão da Premier League. No Arsenal, Xhaka conquistou duas edições da Copa da Inglaterra e fez 23 gols e 29 assistências em 297 partidas por sete temporadas.

### Bayer Leverkusen
Granit Xhaka foi negociado pelo Arsenal com o Bayer Leverkusen por 25 milhões de euros. Xhaka assinou com o novo clube um contrato de cinco anos.

### Sunderland
Em 30 de julho de 2025, o Sunderland anunciou a contratação de Xhaka. O clube inglês desembolsou 20 milhões de euros (R$ 130 milhões) ao time alemão para ter o jogador. Xhaka assinou um contrato válido por dois anos com os The Cats.

## Títulos
Basel
- Superliga Suíça: 2010–11 e 2011–12
- Copa da Suíça: 2011–12

Arsenal
- Copa da Inglaterra: 2016–17 e 2019–20
- Supercopa da Inglaterra: 2017 e 2020

Bayer Leverkusen
- Campeonato Alemão: 2023–24
- Copa da Alemanha: 2023–24
- Supercopa da Alemanha: 2024

Suíça
- Copa do Mundo FIFA Sub-17: 2009

### Outros
Basel
- Campeonato Suíço sub-16: 2007–08[9]
- Copa da Suíça sub-16: 2007–08[10]

## Individual
- Melhor jogador jovem do Campeonato Suíço: 2012[11]